# Alec McCowen
Alexander „Alec“ Duncan McCowen (* 26. Mai 1925 in Royal Tunbridge Wells, England; † 6. Februar 2017 in London, England) war ein britischer Theater- und Filmschauspieler sowie Regisseur.

## Leben
McCowen wuchs als Sohn des Ladenbesitzers Duncan McCowen und der Tänzerin Mary McCowen, geborene Walkden, im südostenglischen Tunbridge Wells auf und besuchte die örtliche Skinners’ School. Er nahm Schauspielunterricht an der Royal Academy of Dramatic Art in London. Mit der Rolle des Micky in dem Stück Paddy, the Next Best Thing am Repertory Theatre in Macclesfield debütierte McCorwen 1942 als Theaterschauspieler.
In den folgenden Jahren verkörperte McCowen vor allem klassische Rollen, unter anderem in mehreren Shakespeare-Inszenierungen. Mit Love in a Mist ging er 1945 auf Tournee durch Indien und Burma. 1950 hatte er erste Auftritte am Londoner Arts Theatre, ein Jahr später sein Broadway-Debüt im Ensemble einer Doppelinszenierung von Shakespeares Antonius und Cleopatra und George Bernard Shaws Caesar und Cleopatra am Ziegfeld Theatre.
In dem Kriegsfilm Der große Atlantik spielte McCowen 1953 seine erste Leinwandrolle. Er wirkte über Jahrzehnte hinweg in diversen Filmproduktionen, darunter als ermittelnder Kommissar in Alfred Hitchcocks Frenzy (1972) und als Quartiermeister in Sean Connerys letztem James-Bond-Film Sag niemals nie (1983), sowie einigen Fernsehserien mit, blieb aber in erster Linie Theaterschauspieler. Seine letzte Leinwandrolle spielte er 2002 in Martin Scorseses Gangs of New York.
Bis in die 1990er Jahre spielte McCowen hauptsächlich auf Londoner Theaterbühnen. Am Old Vic Theatre verkörperte er um 1960 neben mehreren kleineren Rollen Richard II. in dem gleichnamigen Drama und Mercutio in Romeo und Julia sowie Oberon in Ein Sommernachtstraum. Er schloss sich der Royal Shakespeare Company an, die mit King Lear durch Europa, die Sowjetunion und die USA tourte. Er führte ebenfalls mehrfach Theaterregie, unter anderem in der Aufführung von Theaterstücken von Martin Crimp und Terence Rattigan am Orange Tree Theatre und dem Hampstead Theatre.
McCowen schrieb auch Bücher über die Schauspielerei und veröffentlichte unter den Titeln Young Gemini und Double Bill 1979 und 1980 seine zweiteilige Autobiografie. Sein Lebensgefährte, der Schauspieler Geoffrey Burridge, starb 1987 an AIDS.

## Filmografie (Auswahl)
- 1953: Der große Atlantik (The Cruel Sea)
- 1954: Das geteilte Herz (The Divided Heart)
- 1955: Lockende Tiefe (The Deep Blue Sea)
- 1955: Der beste Mann beim Militär (Private's Progess)
- 1956: Der lange Arm (The Long Arm)
- 1957: Eine Stadt steht vor Gericht (Town on Trial)
- 1957: In letzter Stunde (Time Without Pity)
- 1957: Einer kam durch (The One That Got Away)
- 1958: Froschmann Crabb (The Silent Enemy)
- 1958: Die letzte Nacht der Titanic (A Night To Remember)
- 1958: Arzt am Scheideweg (The Doctor’s Dilemma)
- 1962: Die Einsamkeit des Langstreckenläufers (The Loneliness of the Long Distance Runner)
- 1963: Begierde an schattigen Tagen (In the Cool of the Day)
- 1965: Luther (Fernsehfilm)
- 1965: Michelangelo – Inferno und Ekstase (The Agony and the Ecstasy)
- 1966: Der Teufel tanzt um Mitternacht (The Witches)
- 1970: Herrscher der Insel (The Hawaiians)
- 1972: Frenzy
- 1972: Reisen mit meiner Tante (Travels with My Aunt)
- 1978: Stevie
- 1979: Das tödliche Dreieck (Hanover Street)
- 1983: Sag niemals nie (Never Say Never Again)
- 1983: Detektei Blunt (Agatha Christie’s Partners in Crime, Pilotfolge)
- 1984–1985: Mr. Palfrey of Westminster (Fernsehserie, 10 Folgen)
- 1987: Personal Service (Personal Services)
- 1987: Schrei nach Freiheit (Cry Freedom)
- 1989: Jim Bergerac ermittelt (Bergerac, Fernsehserie, Folge 7x08)
- 1989: Henry V.
- 1993: Zeit der Unschuld (The Age of Innocence)
- 2000: Longitude – Der Längengrad (Longitude, Miniserie)
- 2000: David Copperfield (Fernsehfilm)
- 2001: Victoria & Albert (Miniserie)
- 2001: Inspector Barnaby (Midsomer Murders, Fernsehserie, Folge 4x03)
- 2002: Gangs of New York

## Auszeichnungen
McCowen wurde dreimal als bester Schauspieler mit dem Evening Standard Theatre Award ausgezeichnet: 1968 für Hadrian VII, 1973 für Der Menschenfeind (The Misanthrope) und 1982 für The Portage to San Cristobal of A.H.